# Hofanlage An der Flachsbäke 14
Die Hofanlage An der Flachsbäke 14 in Prinzhöfte, Samtgemeinde Harpstedt, stammt aus dem frühen 19. Jahrhundert.
Das Ensemble steht unter Denkmalschutz (Siehe auch Liste der Baudenkmale in Prinzhöfte).

## Geschichte
Die Hofanlage unter altem hohen Baumbestand besteht aus
- dem eingeschossigen giebelständigen Wohn- und Wirtschaftsgebäude aus dem frühen 19. Jahrhundert als Zweiständerhallenhaus und Fachwerkhaus mit erhaltenem Innengerüst und Putzausfachungen sowie Krüppelwalmdach, Niedersachsengiebel und der Grooten Door,
- der Scheune als Fachwerkhaus mit Satteldach,
- und einem nicht denkmalgeschützten Wohnhaus.

Die Landesdenkmalpflege befand: „...geschichtliche Bedeutung ... als beispielhafte Hofanlage des frühen 19. Jhs ....“.